# 항변권
항변권(抗辯權) 청구권의 행사에 대해 그 작용을 일시적으로 저지할 수 있는 효력을 가지는 권리를 말한다. 이는 동시이행의 항변권과 같이 매매의 경우 대금을 지급치 않고 물건의 인도만을 요구할 경우에 매도인이 대금의 지급을 요구하면서 물건의 인도를 거절하는 것이다. 동시이행의 항변권을 연기적 항변권이라고도 한다. 또한 영구적 항변권이라하여 피상속인의 채권자가 상속인에게 청구권을 행사할 때 이를 영구적으로 저지하는 것과 같은 권리도 있는데 상속인의 한정승인의 항변권이 이에 속한다(제1028조).

## 종류
크게 연기적 항변권과 영구적 항변권이 있다. 

### 연기적 항변권
항변권을 청구를 일시적으로 저지할 수 있다.

### 영구적 항변권
항변권을 청구를 영구적으로 저지할 수 있다.

## 참고 문헌
- 이상태, 《물권법》 법원사, 2009. ISBN 9788991512429